# Cornelio Wall
Cornelio Wall Fehr (* in Cuauhtémoc, Chihuahua, Mexiko) ist ein mexikanischer Schauspieler mennonitisch-deutscher Herkunft. Er spielte eine der Hauptrollen in Stellet Licht (2007), dem ersten Kinofilm in Plautdietsch.